# Camponotus vagus
Espèce
Synonymes
- Formica vaga Scopoli, 1763[2]

Camponotus vagus est une espèce de fourmis qui se rencontre du Sud de la Scandinavie jusqu'au Nord-ouest de l'Afrique et du Portugal à l'Altaï.

## Description
Camponotus vagus est une fourmi de grande taille (6-12 mm) dont le corps, entièrement noir mat, présente une importante pilosité blanche. L'espèce est très polymorphe.

## Liste des sous-espèces
Selon Catalogue of Life (13 avril 2020) :
- sous-espèce Camponotus vagus ifranensis Cagniant, 1987
- sous-espèce Camponotus vagus kodoricus Forel, 1913
- sous-espèce Camponotus vagus vagus (Scopoli, 1763)

## Habitat
Cette fourmi vit presque exclusivement dans le bois mort.

## Biologie
L'essaimage a lieu en mai ou juin.
Les chenilles de l'Azuré des orpins sont soignées par plusieurs espèces de fourmis, dont Camponotus vagus